# David Ondráčka
David Ondráčka (* 3. února 1976 Havířov) je český protikorupční expert, v letech 2008 až 2020 šéf české pobočky nevládní protikorupční organizace Transparency International, externí vyučující na českých univerzitách, konzultant, manažer.

## Život
Absolvoval politologii a politickou ekonomii na Středoevropské univerzitě v Budapešti (2000) po předchozím studiu mezinárodních vztahů a politologie na Univerzitě Palackého v Olomouci a na Univerzitě Karlově v Praze. Jako držitel Fulbrightova stipendia strávil v roce 2013 semestrální vzdělávací pobyt na Columbia University v New Yorku.
Působil téměř 15 let v mezinárodní nevládní organizaci Transparency International a od ledna 2008 do listopadu 2020 řídil českou pobočku TI ČR. Byl také jedním z odborných garantů projektu Rekonstrukce státu. Jeho dlouhodobou prioritou je prosazování protikorupčních nástrojů na legislativní i strategické úrovni. Specializuje se na politickou korupci, střety zájmů, fungování veřejné správy, veřejné zakázky a korporátní daňové úniky. 
Jako člen Platformy pro transparentní veřejné zakázky se podílel na přípravě nového zákona o zadávání veřejných zakázek (2010-2012) a v letech 2010-2011 byl členem komise Bílé knihy obrany při Ministerstvu obrany ČR. Dlouhodobou kritikou na základě analýz pomohl spolu se svým týmem zabránit nehospodárné obří státní zakázce na likvidaci ekologických škod. Poradensky pracoval pro Ministerstvo zemědělství při nastavování nového systému zakázek ve státním podniku Lesy ČR. Věnoval se vyšetřování špatného hospodaření Dopravního podniku hlavního města Prahy. Věnoval se také celé řadě kauz v oblasti komunální politiky, evropských dotací (ROP Severozápad), stavebnictví, zbrojních zakázek, financování sportu, IT zakázek nebo justice.

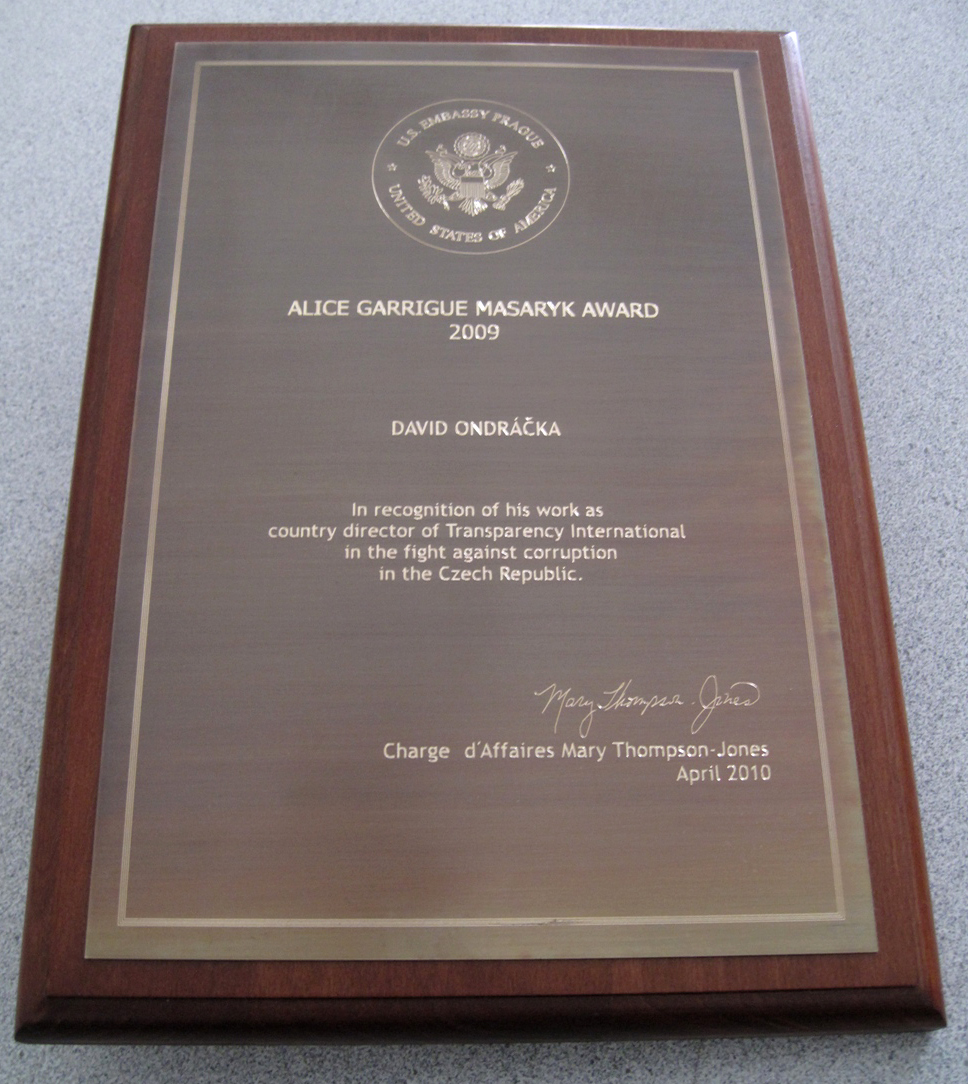
Cena Alice Garrigue Masarykové udělená roku 2009 Davidu Ondráčkovi.

Řadu let školí úředníky a působí rovněž jako expert při mezinárodních rozvojových misích. V roce 2010 vedl na zadání Ministerstva zahraničních věcí ČR trénink policejních složek a státního zastupitelství v Palestině, roku 2011 byl vyslán Radou Evropy do Ruska jako školitel státních zástupců a policie v oblasti vyšetřování hospodářské kriminality a korupce. Účastnil se dalších misí s cílem předání expertizy nevládnímu sektoru i veřejné správě (Arménie, Mongolsko, Gruzie, Kyrgyzstán, Egypt, Thajsko, Myanmar, Ukrajina a řada dalších zemí). Podal za TI podněty k EU a českým institucím v kauze střetu zájmů premiéra Babiše, celá kauza vyústila v audity a zastavení proplácení dotací Agrofertu.
Působí také jako pedagog na několika vysokých školách, kde vyučuje předměty z oboru politologie a ekonomie související s veřejnou správou, s potíráním korupce a hospodářské kriminality (Masarykova Univerzita Brno, Palackého Univerzita Olomouc, Metropolitní univerzita Praha). V letech 2015-2017 byl členem Dozorčího výboru Fondu kinematografie ČR. Působil v Etických komisích AIFP (Asociace inovativních farmaceutických firem) a Asociace developerů, nebo v redakční radě časopisu Veřejné zakázky v praxi. Působí jako konzultant a analytik v soukromé sféře.
Roku 2009 obdržel Cenu lidských práv Alice Garrigue Masarykové, udělenou Velvyslanectvím USA v ČR za obranu demokratických svobod. Roku 2012 byl Asociací PR agentur zvolen PR osobností roku „za neúnavnou aktivitu ve vedení Transparency International, která napomohla tomu, že téma korupce se dostalo absolutně do popředí zájmu.“ V roce 2010 se zúčastnil jako dobrovolník sdružení Pro-contact kontrolní mise projektu adopce afrických dětí na dálku v západoafrické Guineji.
V říjnu roku 2017 byl zvolen jako první Čech do předsednictva Transparency International jako člen globální Správní rady TI. V listopadu 2020 se rozhodl skončit v pozici ředitele české pobočky Transparency International. David Ondráčka je ženatý a má dvě dcery. Trvale žije v Praze. Ve volném čase cestuje po světě, hraje basket a tenis.

## Politické působení
Na podzim roku 2013 mu byl jako expertovi nabídnut post ministra vnitra. Ředitel TI měl podmínku, aby post přijal, musí mít volnou ruku v personální oblasti a nad jeho nominací se musí shodnout celá tehdejší koaliční vláda, ČSSD, ANO a KDU-ČSL. Jednání trvalo zhruba 14 dní a k dohodě napříč politickou reprezentací nedošlo, na post ministra vnitra byl nominován sociální demokrat Milan Chovanec. Ohledně vyjednávání o postu ministra hovořil David Ondráčka například v rozhovoru pro Seznam Zprávy v roce 2017.